# Consiglio delle Indie
Il Consiglio delle Indie, ufficialmente chiamato Reale e Supremo Consiglio delle Indie (spagnolo: el Real y Supremo Consejo de Indias), fu il più importante organo amministrativo dell'impero spagnolo, sia nelle Americhe che in Asia, unendo i poteri legislativo, esecutivo e giudiziario. La Corona di Castiglia incorporò i nuovi territori all'interno del suo dominio quando la regina Isabella ritirò l'autorità concessa a Cristoforo Colombo e ai primi conquistadores, ristabilendo il controllo reale diretto.

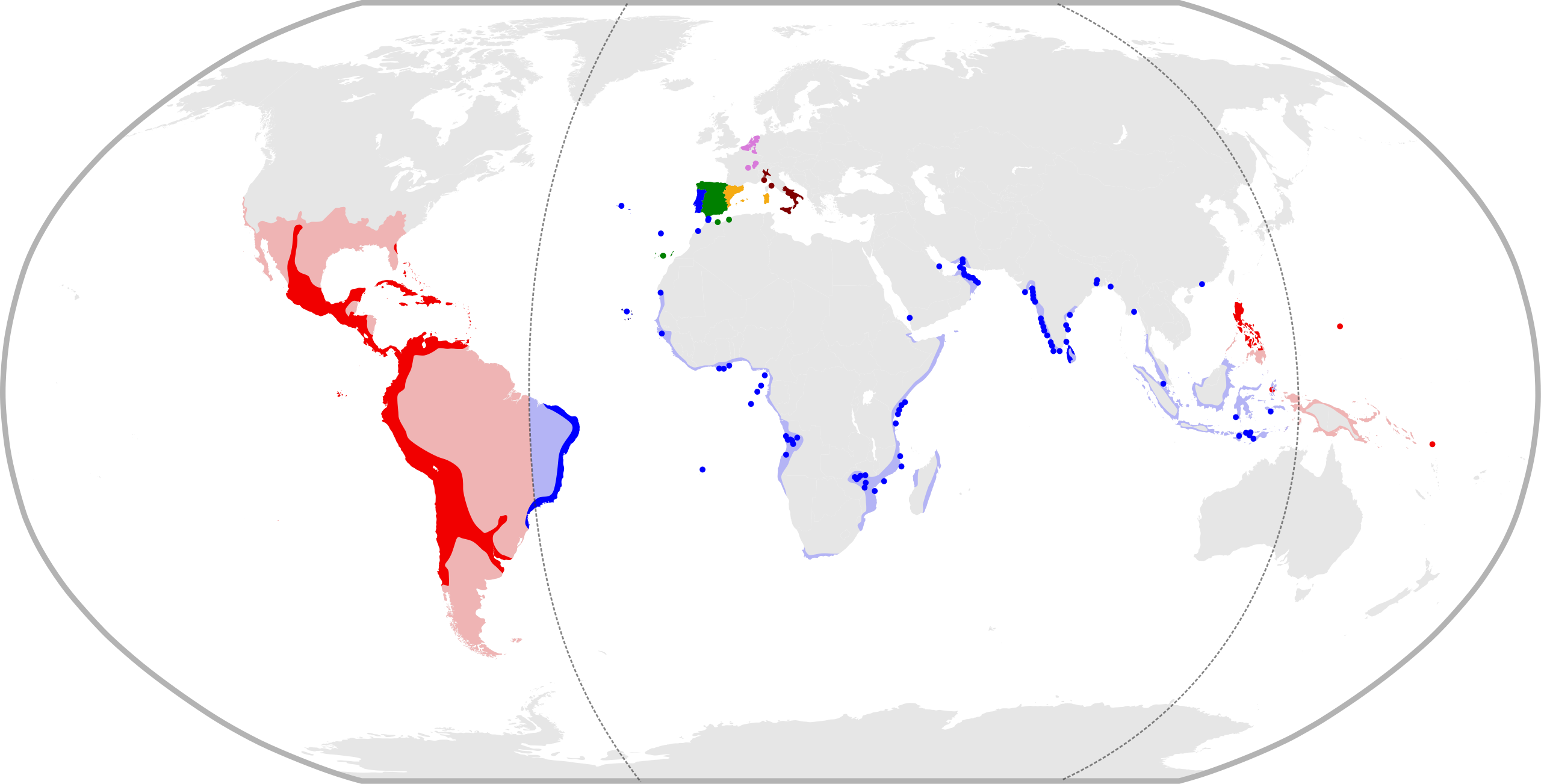
Mappa dell'Impero Spagnolo nel 1598.

## Storia
La struttura del governo coloniale non fu completa prima della fine del XVI secolo. In ogni caso il re e la regina incaricarono Juan Rodríguez de Fonseca di studiare i problemi dovuti alla colonizzazione e riguardanti Colombo. Rodríguez de Fonseca divenne in effetti ministro delle Indie, portando alla creazione di una burocrazia coloniale. Presiedette il Consiglio, che era composto da membri del Consiglio di Castiglia (Consejo de Castilla) dando vita alla Junta de Indias, composta da otto consiglieri. L'imperatore Carlo V già utilizzava il termine nel 1519. Il Consiglio delle Indie acquisì i propri poteri il 1º agosto 1524 a Madrid e il suo primo presidente fu il futuro cardinale Juan García Loaysa. Il re veniva informato settimanalmente delle decisioni prese dal Consiglio, che avrebbe esercitato l'autorità suprema sulle Indie a livello locale, e sulla Casa de Contratación fondata nel 1503 a Siviglia. Le cause civili sufficientemente importanti gestite da una audiencia nel Nuovo Mondo potevano essere impugnate presso il Consejo, che fungeva da Corte di Cassazione.
Gli scandali del Perù e i fatti di Bartolomé de Las Casas portarono re Carlo a revisionare la struttura del Consigli nel 1542, con una serie di ordenanzas (ordinanze).
Le regole del commercio svolto tra le colonie e Siviglia, porto da cui passavano tutti i beni importati o esportati, erano controllate dalla preesistente Casa de la Contratación di Siviglia, autorizzata nel 1503 a controllare il commercio coloniale, l'emigrazione e gli affari marittimi.
Le decisioni prese dal Consiglio e la legislazione della Corona furono formalmente codificati nel 1680, tramite la stesura del Recompilación de las Leyes de Indias.
Con l'ascesa di una nuova dinastia all'inizio del XVIII secolo, furono introdotte una serie di modifiche amministrative note con il nome di riforme borboniche. Nel 1714 Filippo V creò il Segretariato della Marina e delle Indie (Secretaría de Marina e Indias) con un unico ministero delle Indie, cui furono affidate le funzioni amministrative che erano state del Consiglio, nonostante questo continuasse a svolgere un ruolo secondario fino al XIX secolo. Cinquanta anni dopo Carlo III istituì un nuovo Segretario di Stato per le Indie (Secretarío del Estado del Despacho Universal de Indias). Nel corso della guerra d'indipendenza spagnola, la Cortes di Cadice abolì il Consiglio, restaurato poi da Ferdinando VII. Il Consiglio fu definitivamente sciolto nel 1834, un anno dopo la morte di Ferdinando VII, in seguito alla perdita della maggior parte dei possedimenti oltremare.
Gli archivi del Consiglio, noti come Archivo General de Indias, sono ospitati a Siviglia, e dal 1987 fanno parte dei patrimoni dell'umanità dell'UNESCO.